# Euglossa annectens
Euglossa annectens är en biart som beskrevs av Dressler 1982. Euglossa annectens ingår i släktet Euglossa, tribus orkidébin, och familjen långtungebin. Inga underarter finns listade.

## Beskrivning
Ett mellanstort bi med en kroppslängd omkring 12 mm. Huvud och mellankropp mörkgrön till blågrön med elfenbensvita markeringar i ansiktet; bakkroppen mörkgrön på ovansidan, grönaktig med gula schatteringar på undersidan. Honans bakkropp tenderar att vara något blåare än hanens.

## Ekologi
Som alla orkidébin attraheras hanarna av luktande ämnen, främst hos orkidéer, och är därför lätta att fånga med syntetiska dofter. Euglossa annectens antas pollinera bland annat orkidén Houlletia brocklehurstiana. Av syntetiska dofter lockas arten främst till vanillin.

## Utbredning
Arten har påträffats i Paraguay, Brasilien och Argentina.